# Telmatoscopus consentanea
Telmatoscopus consentanea är en tvåvingeart som beskrevs av Quate 1967. Telmatoscopus consentanea ingår i släktet Telmatoscopus och familjen fjärilsmyggor. Inga underarter finns listade i Catalogue of Life.